# وعلاناوية
الوعلاناوية (الاسم العلمي: Commelineae) هي قبيلة من النباتات تتبع فصيلة الوعلانية من الرتبة الوعلانيات.

## أجناسها
- الوعلان (باللاتينية: Commelina)
- الموردانية (باللاتينية: Murdannia)
- الفلوسكوبة (باللاتينية: Floscopa)
- الأنيليمة (باللاتينية: Aneilema)